# شام خصوصی
شام خصوصی (فرانسوی: En cabinet particulier‎) یک فیلم صامت فرانسوی به کارگردانی ژرژ ملی‌یس است که در سال ۱۸۹۷ منتشر شد.